# تاناکا ریوکیچی
تاناکا ریوکیچی (به ژاپنی: 田中 隆吉 Ryūkichi Tanaka); ۲۸ سپتامبر ۱۸۹۶ – ۲۴ نوامبر ۱۹۷۲) ژنرال ارشد در طی جنگ جهانی دوم در نیروی زمینی امپراتوری ژاپن بود.